# Île du Chat
Ne doit pas être confondu avec Cat Island (Bahamas) ou Cat Island (Floride).
L'île du Chat est une île française de l'archipel des Kerguelen située dans le golfe du Morbihan au nord de l'île du Cimetière.

## Histoire
C'est à quelques mètres du rivage ouest de l'île, entre l'île aux Cochons, que se trouve l'épave de l'Alberta, un ancien caboteur belge devenu bateau de la Société des îles Kerguelen et rebaptisé Espérance qui fut ancré dans la baie, avant d'être échouée par la marine australienne durant la Seconde Guerre mondiale pour ne pas être utilisée par l'ennemi.